# Erich Tesch
Erich Tesch (* 20. Juli 1902 in Roga; † 10. Oktober 1967 in Haldensleben) war ein Todesopfer an der innerdeutschen Grenze.

## Leben
Der in einem Kölner Obdachlosenheim lebende Tesch wollte in die DDR übersiedeln, wo drei seiner Kinder lebten. Daher begab er sich am frühen Morgen des 10. Oktober 1967 angetrunken zum Grenzübergang Helmstedt/Marienborn und bat um Aufnahme in die DDR. Wegen seiner Alkoholisierung wurde er zurückgeschickt mit dem Hinweis, er solle abends nüchtern wiederkommen. Da er nicht bis zum Abend warten wollte, überkletterte Tesch gegen 10:15 Uhr den Grenzzaun und trat unmittelbar darauf auf eine Mine, die ihm den linken Unterschenkel abriss und diverse Verletzungen zufügte. Er wurde gegen 11:25 Uhr geborgen und in das Krankenhaus Haldensleben gebracht, wo er um 20:30 Uhr starb. In der Bundesrepublik blieb sein Tod bis zur Wiedervereinigung unbekannt.
Die Staatsanwaltschaft Magdeburg klagte Ende der 1990er Jahre wegen des Todes von Erich Tesch und weiterer Minenopfer die vormaligen DDR-Kommandeure Generalmajor Harald B. und Major Horst M. an. B. trug als Chef der 7. Grenzbrigade und M. als Kompaniechef ihrer Pionierbrigade die Verantwortung für die Minenfelder im Grenzgebiet bei Marienborn. B.s Verfahren wegen mehrfacher Anstiftung zum Totschlag wurde eingestellt, weil der Angeklagte als verhandlungsunfähig erklärt wurde. Das Landgericht Magdeburg verurteilte Horst M. wegen Totschlags zu einer zweijährigen Bewährungsstrafe.